# I Want It That Way
《I Want It That Way》是美国男子音乐组合新好男孩推出的一首抒情歌曲。它于1999年4月12日发行。該歌曲是該組合第三张录音室专辑Millennium的主打单曲。該歌曲一度连续八周在美國Billboard Hot 100单曲榜上排名第六。
这首歌获得了包括格莱美奖年度制作、格莱美奖年度歌曲在內的三项格莱美奖提名。 2021年，滚石杂志更新了滚石杂志五百大歌曲，其中I Want It That Way名列第240位。 
这首歌被包括JLS和1世代在內的多個男子乐队翻唱，而該歌曲的官方MV也被眨眼182、派對男孩、渴望樂團等樂隊模仿。該歌曲的官方MV获得四项MTV音乐影片大奖提名。I Want It That Way的官方MV後來上傳到YouTube上。2021年，YouTube上的I Want It That Way官方MV观看次數突破10亿次，該視頻也是後街男孩首個觀看次數突破10亿次的YouTubeMV影片。